# Stadio Armando Picchi (Jesolo)
Lo stadio Picchi è un impianto sportivo di Jesolo (VE) ed è intitolato ad Armando Picchi, un ex giocatore dell'Inter deceduto prematuramente nel 1971.
L'impianto è dotato di due tribune una coperta e una scoperta capaci di ospitare 1 000 spettatori ciascuno, il campo di gioco di metri 105x65 è in erba naturale e contornato da una pista d'atletica.
In questo stadio la nazionale di calcio femminile visse momenti storici negli anni '80 con la disputa di diverse edizioni del "Mundialito" Femminile.
Per alcune gare della Nazionale l'impianto arrivò a ospitare 7 000 spettatori grazie al montaggio di alcune tribune provvisorie dismesse poi negli anni successivi.
Nel 2011 allo stadio Picchi si sono svolti i campionati italiani di atletica leggera individuali e per regioni cadetti.
Nel estate 2013 verrà aumentata la capienza dello stadio Picchi che avrà più di 4 000 posti a sedere.
Dal 2 al 22 agosto 2013 lo stadio è utilizzato dal Sydney Football Club e Alessandro Del Piero per gli allenamenti e le amichevoli.

## Settori stadio
- Tribuna centrale semi-coperta (2 000 posti)
- Tribuna prefabbricata scoperta (2 000 posti)

## Ubicazione
Lo stadio è situato in via Equilio vicino alla rotatoria e al nuovo sottopasso ed è quindi facilmente raggiungibile da tutta Jesolo.
Inoltre l'impianto dista soli 100 metri dalla stazione degli autobus di Jesolo.

## Galleria d'immagini

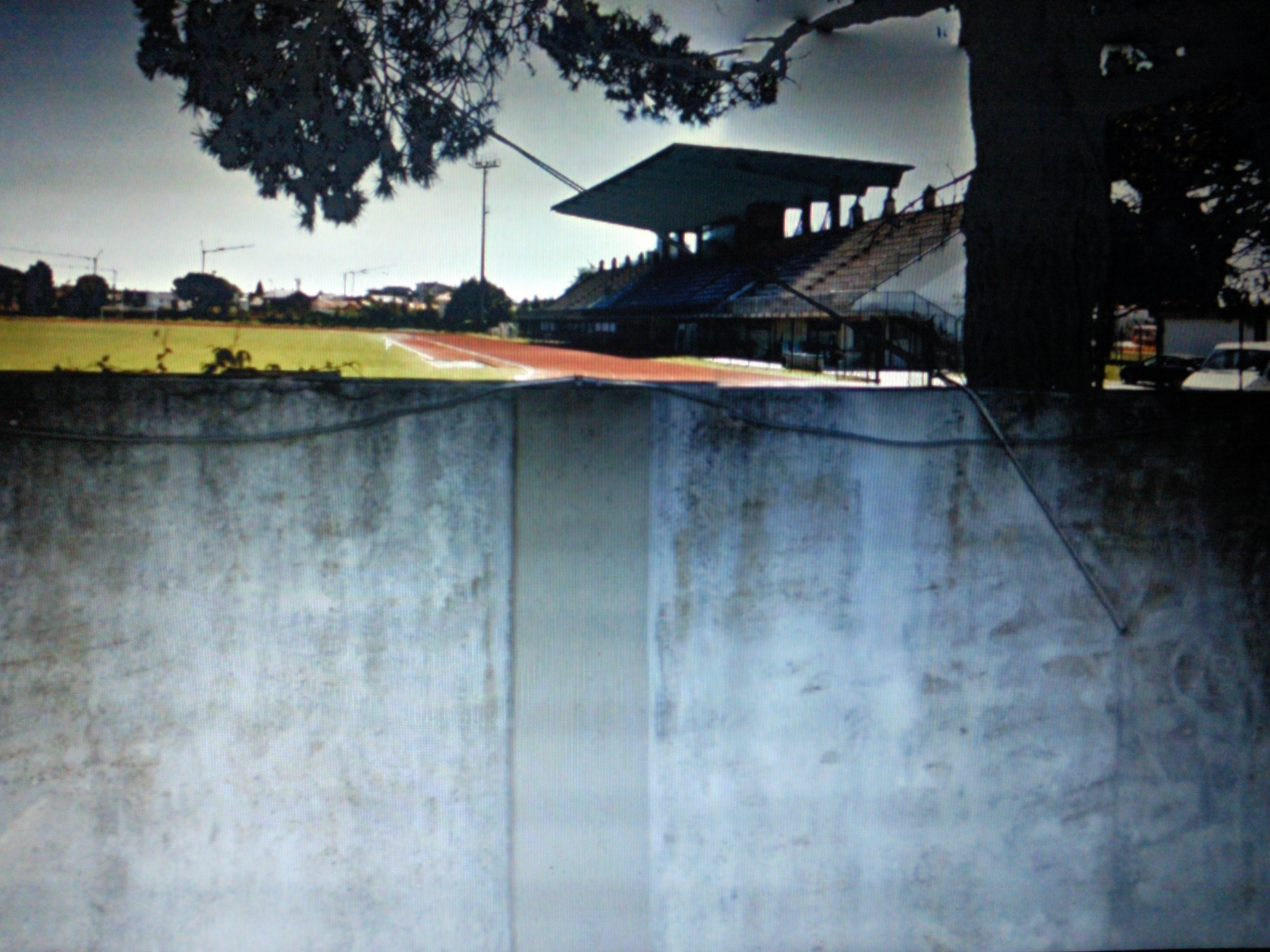
tribuna coperta
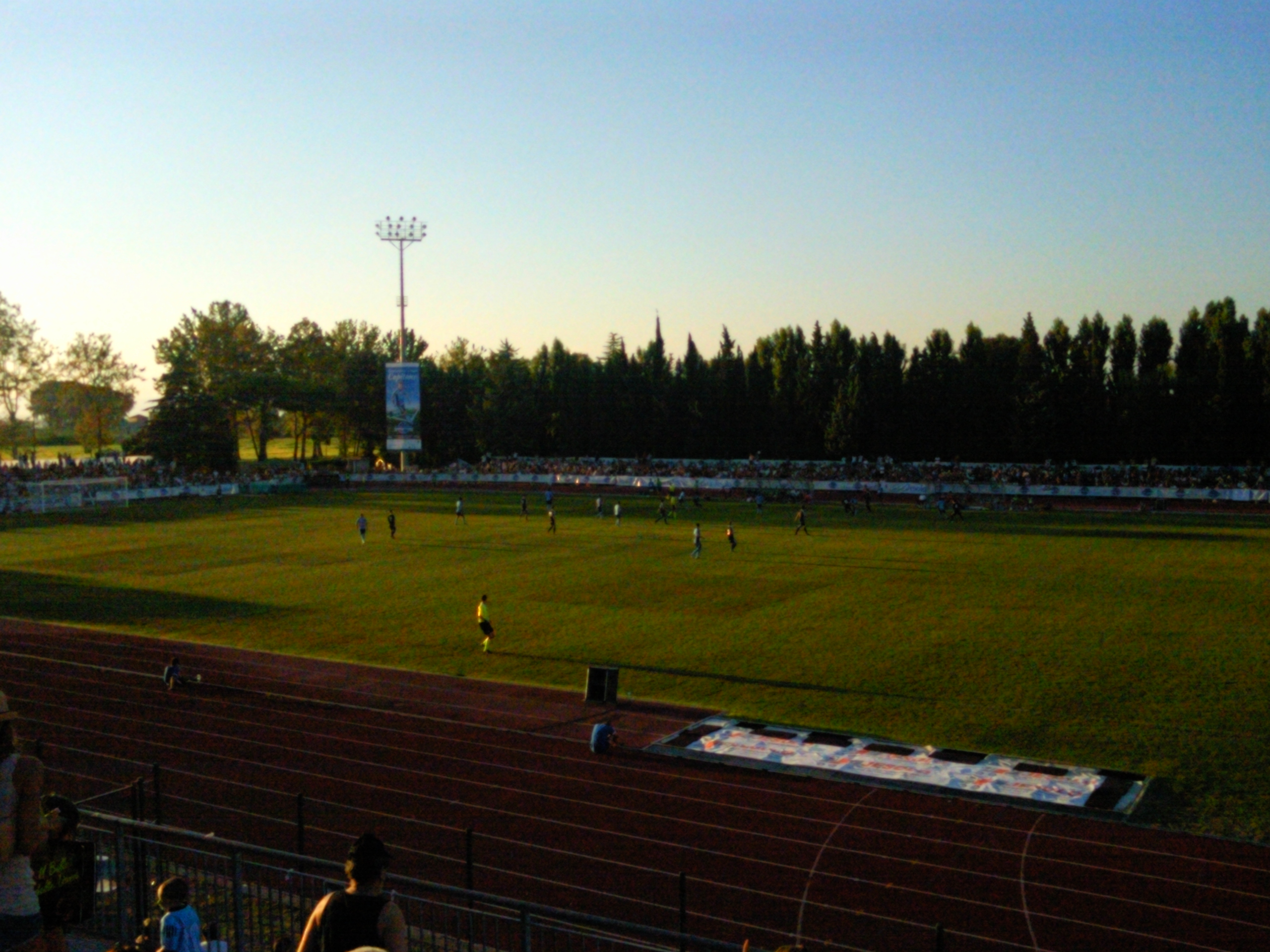
gradinata e distinti
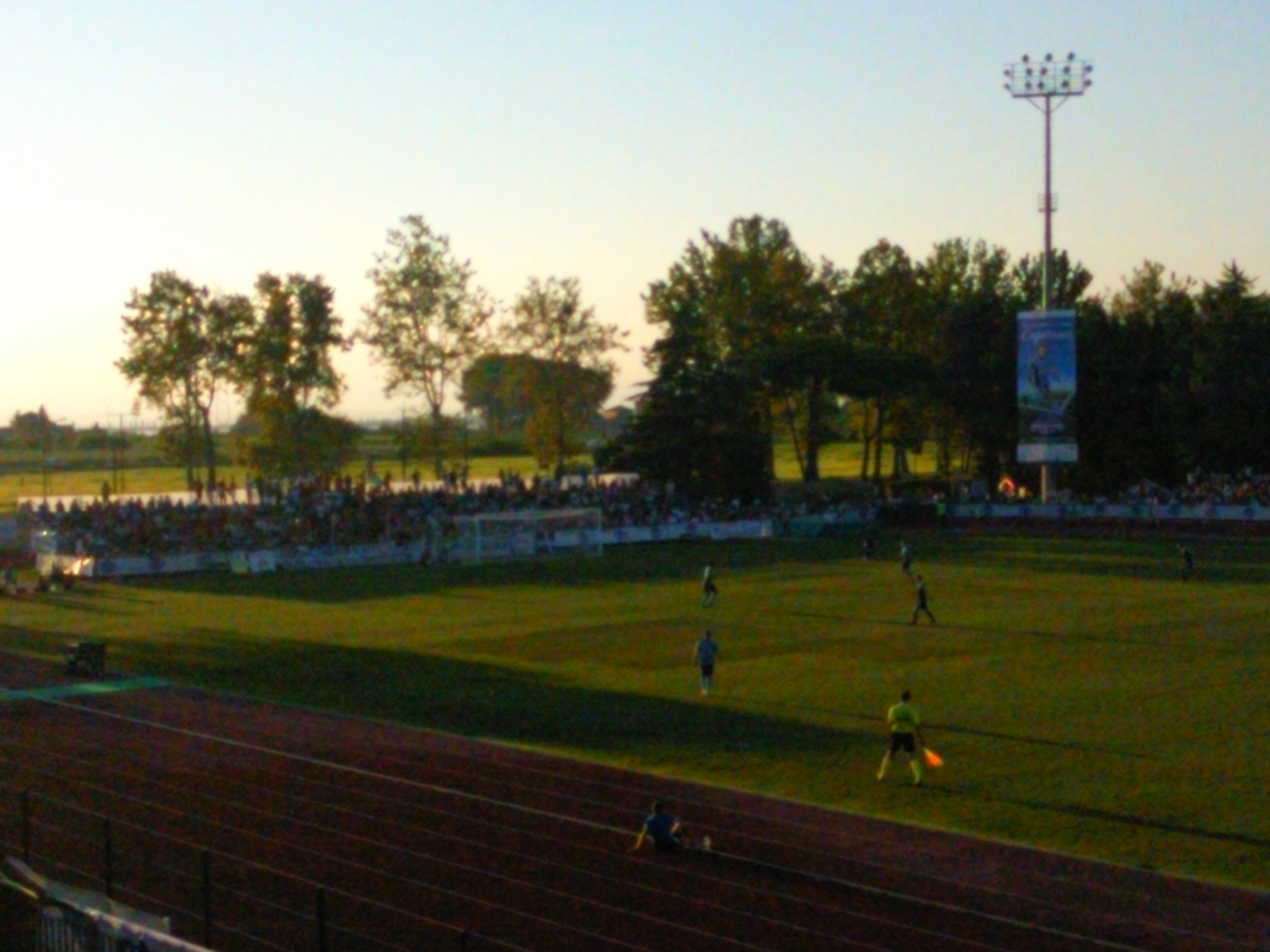
gradinata